# Agip
Agip (Azienda Generale Italiana Petroli) — коммерческий бренд итальянской группы Eni S.p.A. — одной из крупнейших мировых нефтяных компаний.

## История
Изначально промышленность Италии в качестве энергии потребляла уголь. Угольные месторождения были скудными, а сам уголь плохого качества. Вследствие этого, правительство искало методы получения энергии из иных источников.
В 1924 году компания Sinclair Oil Corporation и Министерство экономики Италии подписали соглашение о поиске нефти в регионе Эмилия-Романья и на Сицилии на территории площадью 40 000 км2.
Идея совместной компании не получила поддержки в стране.
3 апреля 1926 года правительство Италии создало компанию «Agip».
Компании принадлежал нефтеперерабатывающий завод в Риеке. В 1936 году компания приобрела нефтеперерабатывающий завод в Порто Магера (Венеция). Вскоре компания создала дочернюю компанию Anic.
Первую скважину «Agip» пробурила в 1959 году.
В 1991 году «Agip» стала первым иностранным брендом, открывшим свою АЗС в СССР.
В 2006 году объёмы розничной торговли продуктов нефтепереработки под маркой «Agip» достигли 8,66 миллионов тонн. Agip ведёт деятельность на розничном рынке топлива в Москве, а также на рынке смазочных материалов по всей России.
Avtooil MMC официальный партнер производителя смазочных материалов «ENI» в Азербайджане с сентября 2008 года.
Логотип компании — шестиногая огнедышащая собака, символизирующая «энергию». Автора логотипа определили только по прошествии тридцати лет после его создания. Официально доказать, что автор знака — Луиджи Броджини, удалось только благодаря признанию его сына.
Казахстанское подразделение «Agip» является аккредитованным центром по проведению курсов NEBOSH в области охраны труда и техники безопасности.